# Otomops johnstonei
Otomops johnstonei là một loài động vật có vú trong họ Dơi thò đuôi, bộ Dơi. Loài này được Kitchener, How, & Maryanto miêu tả năm 1992.